# Chase for the Cup
Der Chase for the Cup, von 2004 bis 2007 Chase for the Nextel Cup und von 2008 bis 2016 Chase for the Sprint Cup ist ein Play-off-System, welches in den NASCAR-Serien eingesetzt und mit dem der Meister der Serien bestimmt wird. Es wird im NASCAR-Sprachgebrauch auch oftmals nur The Chase genannt. Bis 2015 wurde das System nur in der Cup Series eingesetzt, erstmals wurde es 2016 auch in der Xfinity Series und der Camping World Truck Series verwendet.

## NASCAR Cup Series

### 2004–2006
Der Chase for the Cup wurde im Jahre 2004 durch NASCAR eingeführt, als Nextel der Sponsor der Serie wurde. Nach 26 Rennen qualifizierten sich die zehn Fahrer mit den meisten Punkten für den Chase. Der Führende der Meisterschaft wurde auf 5.050 Punkte gesetzt, der Zweite auf 5.045 usw. jeweils im Abstand von fünf Punkten. Die Punktevergabe entsprach auch hier dem üblichen Punktesystem, wonach der Sieger eines Rennens 180 Punkte, der Fahrer mit den meisten Führungsrunden in einem Rennen fünf Bonuspunkte sowie jeder Fahrer mit einer Führungsrunde pro Rennen ebenfalls fünf Bonuspunkte erhielt.

### 2007–2010
In der Saison 2007 wurde erstmals eine überarbeitete Version des Chase verwendet. Es nahmen nun zwölf statt zehn Fahrern teil, außerdem erhielten alle teilnehmenden Fahrer zu Beginn des Chases 5000 Punkte sowie zehn Bonuspunkte für jeden bisher eingefahrenen Sieg. Die Änderungen wurden vorgenommen um einen stärkeren Fokus auf die Rennsieger zu legen.

### 2011–2013
2011 wurde das System ein weiteres Mal überarbeitet. Es konnten sich wie bisher die zehn Fahrer mit den meisten Punkten qualifizieren, zusätzlich konnten sich die zwei Fahrer mit den meisten Siegen, die zwischen Platz 11 und 20 in der Punktewertung lagen, einen Platz im Chase sichern. Die Chaseteilnehmer starteten mit 2000 Punkten, die Fahrer, die in den Top 10 der Punkte lagen bekamen zusätzlich drei Punkte für jeden bisherigen Sieg.

### Ab 2014
Im Januar 2014 wurde die bisher größte Veränderung bekanntgegeben. Das Teilnehmerfeld wurde auf 16 Fahrer angehoben, jeder Sieger der regulären Saison, der sich nach dem 26. Rennen in der Top 30 der Punktewertung befindet, erhält einen Platz im Chase, sollte es weniger als 16 Sieger geben werden die restlichen Plätze durch die Fahrer mit den meisten Punkten aufgefüllt. Bei Beginn des Chases erhält jeder Fahrer 2000 Punkte plus drei Punkte für jeden Sieg in der regulären Saison. Die neun Rennen des Chases bis zum Saisonfinale in Homestead werden in drei Segmente unterteilt, jedes Segment besteht aus drei Rennen. Ein Sieg in einem der Rennen des Segmentes bedeutet eine automatische Qualifikation für das nächste Segment, nach den drei Rennen scheiden die vier Fahrer mit den wenigsten Punkten aus dem Chase aus. Somit bleiben vier Fahrer für das Saisonfinale übrig, der Fahrer, der in dem letzten Rennen das beste Ergebnis erzielt, wird zum Champion gekrönt. Es ist also durchaus möglich, dass ein Fahrer in der Regular Season 10 Siege holt, im Chase aber vor dem letzten Rennen ausscheidet und somit nicht Meister wird. Auch ist anzumerken, dass von den letzten 4 Fahrern derjenige Meister wird, der im Abschlussrennen am weitesten kommt. Sollten also alle 4 Titelkandidaten in einem Unfall verwickelt sein, ist es entscheidend, wessen Auto am "dichtesten" an der Ziellinie steht. Eine Meisterschaft kann theoretisch also auch dadurch entschieden werden, wer nach einem Unfall am weitesten "rutscht".

## Xfinity und Truck Series
Der 2016 eingeführte Chase in den unteren NASCAR-Ligen ähnelt dem in der Cup Series ab 2014 eingeführtem System, er dauert jedoch nur sieben Rennen, es werden nur zwei Segmente bis zum Saisonfinale ausgetragen. Das Teilnehmerfeld des Chases ist ebenfalls kleiner, in der Xfinity Series umfasst zwölf Fahrer, das der Camping World Truck Series nur acht. In der Truck Series werden nach jedem Segment nur zwei statt vier Fahrer eliminiert.